# Cath Finntrágha
Cath Finntrágha [kaθ 'fʲiNʲtraːɣa], auch Cath Finntrága („Die Schlacht von Ventry“) ist eine Erzählung aus dem Finn-Zyklus der Irischen Mythologie. Das Werk entstand vermutlich Mitte des 15. Jahrhunderts, andere Autoren nehmen eine Fassung an, die bis in das 12. Jahrhundert zurückgeht. Der Bericht liegt in einer Vielzahl von Manuskripten vor. Der älteste namentlich bekannte Schreiber ist Finnlaech Ó Cathasaigh (vor 1471).

## Inhalt

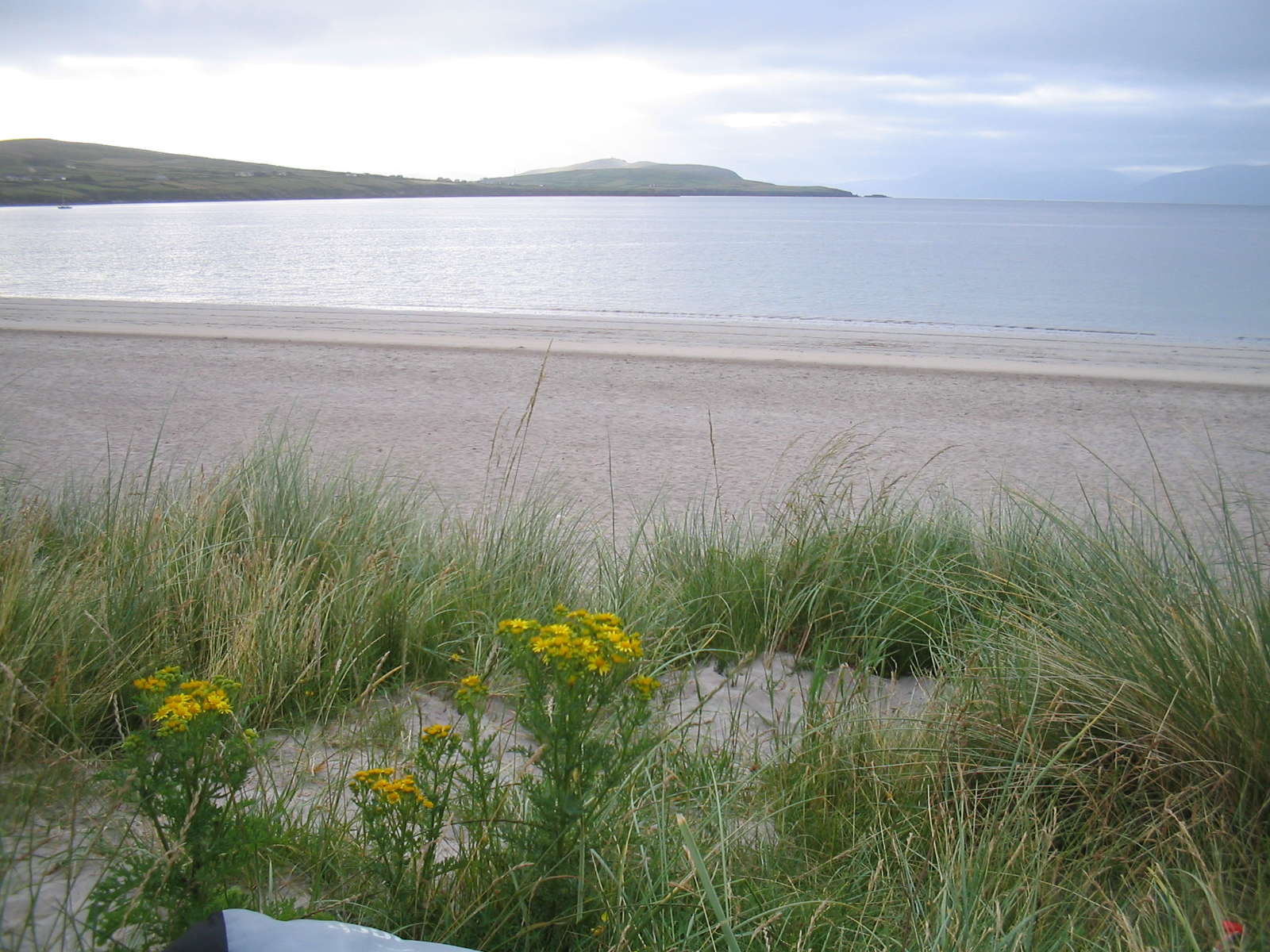
Der Strand von Ventry

Fionn mac Cumhaill und seine Fianna verteidigen Irland mit Hilfe des Elfenfürsten Bodb Derg, dem Herrscher des Síd al Femen, gegen fremde Eindringlinge unter der Führung des „Königs der Welt“ (rí an domhain). Diese landen an der Küste bei Ceann Trá auf der Dingle-Halbinsel (County Kerry) im Südwesten Irlands, wo auch die entscheidende Schlacht stattfindet. Trotz der Untätigkeit des Hochkönigs Cormac mac Airt (herrschte angeblich 254 bis 277) auf Tara, der Finn seinen Einfluss und seine Volkstümlichkeit neidet, werden die Aggressoren  besiegt. Keiner der Fremden überlebt die Schlacht.